# Santa Croce (Sestiere di Venezia)
Santa Croce ist einer der sechs Stadtteile (Sestiere) Venedigs und liegt am westlichen Rand der Stadt, mit einer Fläche von 94 Hektar. Die Insel Tronchetto bildet den westlichsten Teil dieses Stadtteils.
Seinen Namen leitet das Sestiere von der antiken Kirche Santa Croce ab, die im 19. Jahrhundert abgerissen wurde, um den Giardini Papadopoli Platz zu machen. Santa Croce hat 4542 Einwohner (Stand 31. Dezember 2024), die sich auf die Pfarren San Nicola da Tolentino (mit SS. Nome di Gesù oder Santa Chiara), San Simeon Grande (San Simeone Profeta) (mit San Simon Piccolo) und San Giacomo dall´Orio (mit San Zandegolà) verteilen. Auf Tronchetto verzeichnete das Einwohnermeldeamt von Venedig zum gleichen Zeitpunkt 19 Einwohner.

## Kirchen

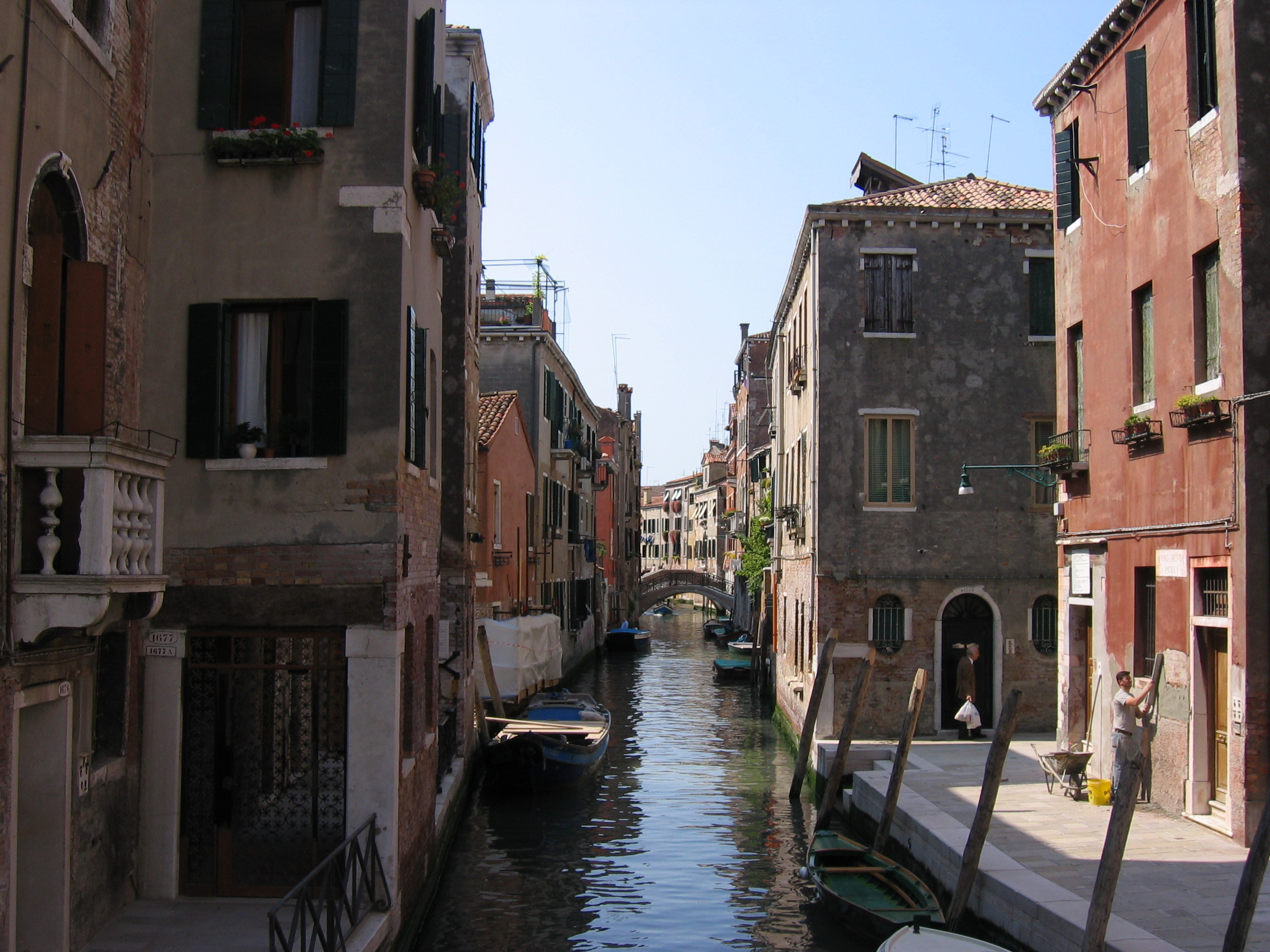
Rio im Stadtviertel Santa Croce

Nachstehende Kirchen finden sich im Sestiere Santa Croce:
- San Nicola da Tolentino

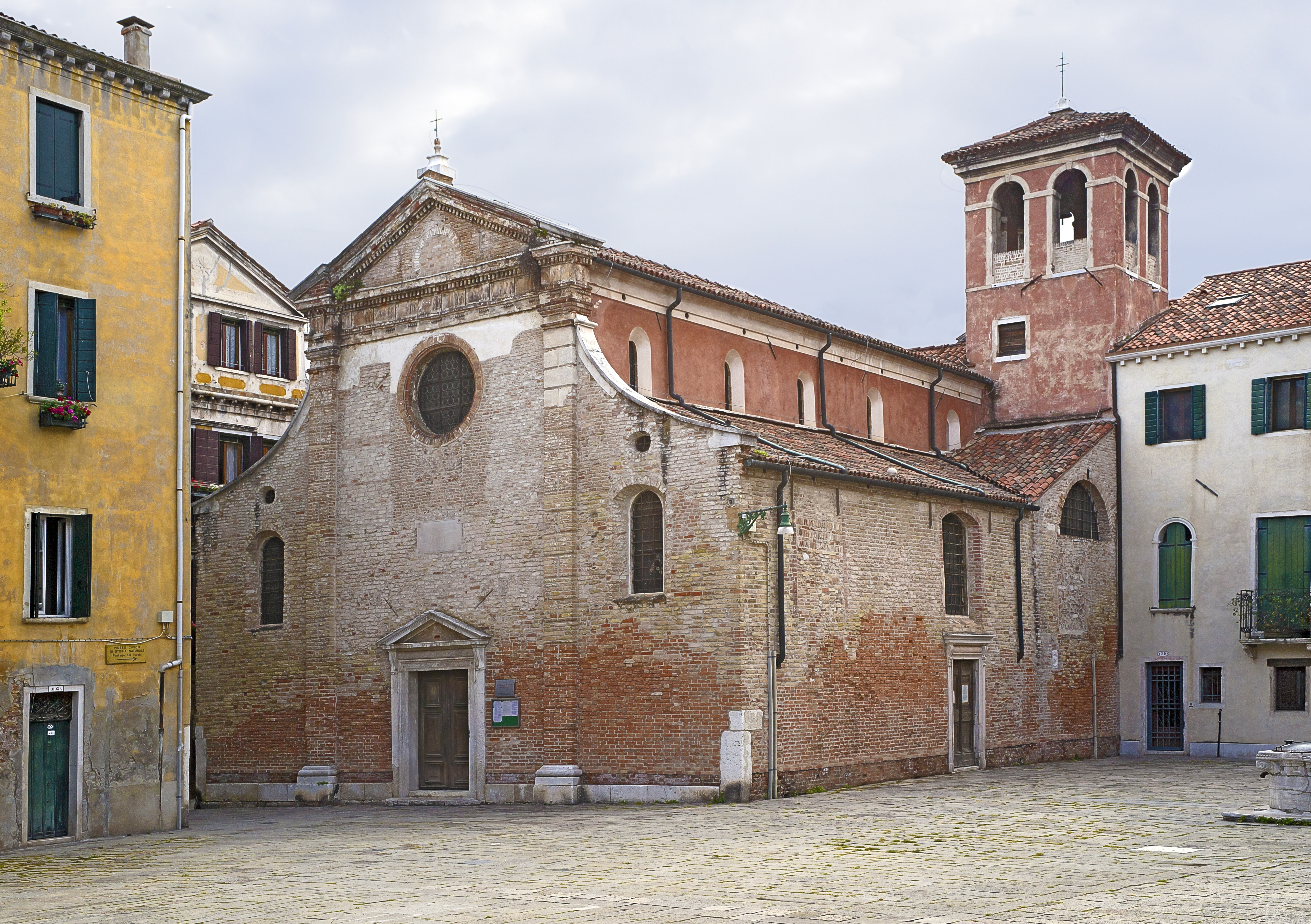
Kirche San Zan Degolà

- Santa Maria Maggiore, Sant’Andrea della Zirada,
- San Simeone Piccolo,
- San Simeone Grande o San Simeone Profeta, San Giacomo dall’Orio,
- San Zan Degolà,
- San Stae,
- Santa Maria Mater Domini,
- San Cassiano

Das Sestiere hatte bereits im Jahr 1171 acht Kirchengemeinden.